# Mount Martyn
Mount Martyn ist eine Ansammlung blanker Felsvorsprünge mit einem definierten Gipfel an der Oates-Küste des ostantarktischen Viktorialands. Im Lasarew-Gebirge ragt der Berg 5 km südlich des Eld Peak auf. Er ist die markanteste Formation an der Westflanke des Matussewitsch-Gletschers.
Erste Luftaufnahmen entstanden bei der US-amerikanischen Operation Highjump (1946–1947). Weitere Aufnahmen fertigten am 20. Februar 1959 Teilnehmer einer vom australischen Polarforscher Phillip Law geleiteten Kampagne im Rahmen der Australian National Antarctic Research Expeditions (ANARE) an. Namensgeber ist der australische Physiker David Forbes Martyn (1906–1970), leitender Wissenschaftler im Planungsausschuss der ANARE.